# An Byong-jun
An Byong-jun (kor:안병준, jap:アン・ビョンジュン; ur. 22 maja 1990 w Kokubunji) – północnokoreański piłkarz występujący w japońskim zespole Roasso Kumamoto.